# Калифорнийски кипарис
Калифорнийският кипарис (Cupressus goveniana) е вид растение от семейство Кипарисови (Cupressaceae). Видът е застрашен от изчезване.

## Разпространение
Разпространен е в САЩ.